# Airaines
Airaines là một xã ở tỉnh Somme, vùng Hauts-de-France, Pháp.

## Thông tin nhân khẩu
| 1962                                                    | 1968 | 1975 | 1982 | 1990 | 1999 |
| ------------------------------------------------------- | ---- | ---- | ---- | ---- | ---- |
| 1968                                                    | 2239 | 2303 | 2385 | 2175 | 2099 |
| Kết quả điều tra từ năm 1962, dân số không tính hai lần |      |      |      |      |      |

## Twinned with
- Kriftel, Đức